# Списак епизода серије Убиства у Мидсамеру
Убиства у Мидсамеру је британска телевизијска детективска драма која је премијерно емитована на ИТВ-у 23. марта 1997. Серија је заснована на књигама Керолајн Грејам о главном инспектору Барнабију, које је адаптирао Ентони Хоровиц. Садашњи лик серије је ДГИ Џон Барнаби (Нил Даџен), који ради за Костонски ОИЗ. Даџенов лик је млађи брат од стрица бившег главног лика ДГИ Тома Барнабија (Џон Нетлс). Даџен се први пут појавио као баштован Данијел Боулт у 4. сезони, у епизоди "Башта смрти". Даџен се придружио главној постави 2011. године након одласка Нетлса.
Серија Убиства у Мидсамеру за сада броји 24 сезонe и 136 епизодa.

## Преглед
| Сезона | Сезона | Епизоде | Епизоде | Оригинално емитовање | Оригинално емитовање |
| Сезона | Сезона | Епизоде | Епизоде | Премијера            | Финале               |
| ------ | ------ | ------- | ------- | -------------------- | -------------------- |
|        | Пробна | 1       | 1       | 23. март 1997.       | 23. март 1997.       |
|        | 1.     | 4       | 4       | 22. март 1998.       | 6. мај 1998.         |
|        | 2.     | 2       | 2       | 20. јануар 1999.     | 3. фебруар 1999.     |
|        | 3.     | 6       | 6       | 12. септембар 1999.  | 5. фебруар 2000.     |
|        | 4.     | 2       | 2       | 10. септембар 2000.  | 26. август 2001.     |
|        | 5.     | 6       | 6       | 2. септембар 2001.   | 23. јун 2002.        |
|        | 6.     | 7       | 7       | 15. септембар 2002.  | 31. јануар 2003.     |
|        | 7.     | 6       | 6       | 2. новембар 2003.    | 29. фебруар 2004.    |
|        | 8.     | 8       | 8       | 10. октобар 2004.    | 3. април 2005.       |
|        | 9.     | 9       | 9       | 2. октобар 2005.     | 3. јул 2006.         |
|        | 10.    | 8       | 8       | 12. новембар 2006.   | 28. август 2007.     |
|        | 11.    | 7       | 7       | 1. јануар 2008.      | 5. август 2008.      |
|        | 12.    | 4       | 4       | 19. март 2009.       | 21. јул 2009.        |
|        | 13.    | 7       | 7       | 20. септембар 2009.  | 3. август 2010.      |
|        | 14.    | 8       | 8       | 6. октобар 2010.     | 25. мај 2011.        |
|        | 15.    | 6       | 6       | 21. септембар 2011.  | 21. март 2012.       |
|        | 16.    | 4       | 4       | 25. септембар 2012.  | 30. јануар 2013.     |
|        | 17.    | 5       | 5       | 24. децембар 2013.   | 12. фебруар 2014.    |
|        | 18.    | 4       | 4       | 28. јануар 2015.     | 18. фебруар 2015.    |
|        | 19.    | 6       | 6       | 6. јануар 2016.      | 17. фебруар 2016.    |
|        | 20.    | 6       | 6       | 18. децембар 2016.   | 27. август 2017.     |
|        | 21.    | 6       | 6       | 26. јун 2018.        | 14. август 2018.     |
|        | 22.    | 4       | 4       | 1. децембар 2019.    | 25. децембар 2019.   |
|        | 23.    | 6       | 6       | 4. април 2021.       | 25. децембар 2021.   |
|        | 24.    | 4       | 4       | 12. децембар 2022.   | 2. јануар 2023.      |
|        | 25.    | 4       | 4       | 10. новембар 2023.   | 25. децембар 2023.   |

## Епизоде

### 1. сезона (1997-98)
| Бр. у серији | Бр. у сезони | Назив                   | Редитељ          | Сценариста        | Пpемијерно емитовање |
| ------------ | ------------ | ----------------------- | ---------------- | ----------------- | -------------------- |
| 1            | 1            | Убиство у Беџерс Дрифту | Ентони Хоровиц   | Џереми Силберстон | 23. март 1997.       |
| 2            | 2            | Записано крвљу          | Ентони Хоровиц   | Џереми Силберстон | 22. март 1998.       |
| 3            | 3            | Смрт циника             | Керолајн Грејам  | Џереми Силберстон | 29. март 1998.       |
| 4            | 4            | Верна до смрти          | Даглас Воткинсон | Баз Тејлор        | 22. април 1998.      |
| 5            | 5            | Скривено убиство        | Даглас Воткинсон | Баз Тејлор        | 6. мај 1998.         |

### 2. сезона (1999)
| Бр. у серији | Бр. у сезони | Назив           | Редитељ        | Сценариста        | Пpемијерно емитовање |
| ------------ | ------------ | --------------- | -------------- | ----------------- | -------------------- |
| 6            | 1            | Сенка смрти     | Ентони Хоровиц | Џереми Силберстон | 20. јануар 1999.     |
| 7            | 2            | Давитељева шума | Ентони Хоровиц | Џереми Силберстон | 3. фебруар 1999.     |

### 3. сезона (1999-00)
| Бр. у серији | Бр. у сезони | Назив            | Редитељ           | Сценариста        | Пpемијерно емитовање |
| ------------ | ------------ | ---------------- | ----------------- | ----------------- | -------------------- |
| 8            | 1            | Покојников тим   | Ентони Хоровиц    | Џереми Силберстон | 12. септембар 1999.  |
| 9            | 2            | Крв ће тећи      | Мојра Армстронг   | Даглас Воткинсон  | 19. септембар 1999.  |
| 10           | 3            | Смрт странца     | Мојра Армстронг   | Даглас Воткинсон  | 31. децембар 1999.   |
| 11           | 4            | Споредан расплет | Питер Смит        | Хју Вајтмор       | 22. јануар 2000.     |
| 12           | 5            | Дан пресуде      | Џереми Силберстон | Ентони Хоровиц    | 29. јануар 2000.     |
| 13           | 6            | Загробна тајна   | Питер Креџин      | Даглас Ливингстон | 5. фебруар 2000.     |

### 4. сезона (2000-01)
| Бр. у серији | Бр. у сезони | Назив       | Редитељ      | Сценариста      | Пpемијерно емитовање |
| ------------ | ------------ | ----------- | ------------ | --------------- | -------------------- |
| 14           | 1            | Башта смрти | Питер Смит   | Кристофер Расел | 10. септембар 2000.  |
| 15           | 2            | Анђео смрти | Дејвид Такер | Дејвид Хоскинс  | 26. август 2001.     |

### 5. сезона (2001-02)
| Бр. у серији | Бр. у сезони | Назив              | Редитељ           | Сценариста      | Пpемијерно емитовање |
| ------------ | ------------ | ------------------ | ----------------- | --------------- | -------------------- |
| 16           | 1            | Електрична освета  | Питер Смит        | Теди Хоџкинсон  | 2. септембар 2001.   |
| 17           | 2            | Ко је убио Робина? | Дејвид Такер      | Џереми Пол      | 9. септембар 2001.   |
| 18           | 3            | Суморна јесен      | Џереми Силберстон | Питер Џ. Хамонд | 16. септембар 2001.  |
| 19           | 4            | Труло воће         | Џереми Силберстон | Питер Џ. Хамонд | 23. септембар 2001.  |
| 20           | 5            | Берза за убиство   | Сара Хелингс      | Кристофер Расел | 16. јун 2002.        |
| 21           | 6            | Црв у пупољку      | Дејвид Такер      | Мајкл Расел     | 23. јун 2002.        |

### 6. сезона (2002-03)
| Бр. у серији | Бр. у сезони | Назив                    | Редитељ           | Сценариста      | Пpемијерно емитовање |
| ------------ | ------------ | ------------------------ | ----------------- | --------------- | -------------------- |
| 22           | 1            | Звона за мртве           | Сара Хелингс      | Ендру Пејн      | 15. септембар 2002.  |
| 23           | 2            | Убиство на Светог Малија | Питер Смит        | Ендру Пејн      | 22. септембар 2002.  |
| 24           | 3            | Таленат за живот         | Сара Хелингс      | Дејвид Хоскинс  | 3. јануар 2003.      |
| 25           | 4            | Смрт и снови             | Питер Смит        | Питер Џ. Хамонд | 10. јануар 2003.     |
| 26           | 5            | Осликано крвљу           | Сара Хелингс      | Ендру Пејн      | 17. јануар 2003.     |
| 27           | 6            | Прича о два села         | Питер Смит        | Алан Плејтер    | 24. јануар 2003.     |
| 28           | 7            | Птице грабљивице         | Џереми Силберстон | Мајкл Расел     | 31. јануар 2003.     |

### 7. сезона (2003-04)
| Бр. у серији | Бр. у сезони | Назив             | Редитељ         | Сценариста      | Пpемијерно емитовање |
| ------------ | ------------ | ----------------- | --------------- | --------------- | -------------------- |
| 29           | 1            | Љубитељ природе   | Сара Хелингс    | Мајкл Расел     | 2. новембар 2003.    |
| 30           | 2            | Лоше вести        | Питер Смит      | Питер Џ. Хамонд | 4. јануар 2004.      |
| 31           | 3            | Почињени греси    | Ричард Холтхаус | Изабел Греј     | 11. јануар 2004.     |
| 32           | 4            | Краљ рибара       | Питер Смит      | Елизабет-Ен Вил | 18. јануар 2004.     |
| 33           | 5            | Вила у блиставилу | Ричард Холтхаус | Ендру Пејн      | 25. јануар 2004.     |
| 34           | 6            | Жена од сламе     | Сара Хелингс    | Џеф Додс        | 29. фебруар 2004.    |

### 8. сезона (2004-05)
| Бр. у серији | Бр. у сезони | Назив                         | Редитељ         | Сценариста       | Пpемијерно емитовање |
| ------------ | ------------ | ----------------------------- | --------------- | ---------------- | -------------------- |
| 35           | 1            | Све авети које нас плаше ноћу | Питер Смит      | Питер Џ. Хамонд  | 10. октобар 2004.    |
| 36           | 2            | Мртав у води                  | Рени Рај        | Даглас Воткинсон | 17. октобар 2004.    |
| 37           | 3            | Духови Божићне прошлости      | Рени Рај        | Дејвид Хоскинс   | 25. децембар 2004.   |
| 38           | 4            | Фатална орхидеја              | Питер Смит      | Тери Хоџкинсон   | 9. јануар 2005.      |
| 39           | 5            | Бентлинг Бој                  | Сара Хелингс    | Стив Трафорд     | 16. јануар 2005.     |
| 40           | 6            | Видовитост                    | Ричард Холтхаус | Тони Ечелс       | 23. јануар 2005.     |
| 41           | 7            | Скривене дубине               | Сара Хелингс    | Дејвид Хоскинс   | 13. март 2005.       |
| 42           | 8            | Крупан залогај                | Рени Рај        | Ендру Пејн       | 3. април 2005.       |

### 9. сезона (2005-06)
| Бр. у серији | Бр. у сезони | Назив                    | Редитељ         | Сценариста       | Пpемијерно емитовање |
| ------------ | ------------ | ------------------------ | --------------- | ---------------- | -------------------- |
| 43           | 1            | Мидсамерска рапсодија    | Ричард Холтхаус | Ричард Камерон   | 2. октобар 2005.     |
| 44           | 2            | Кућа у шуми              | Питер Смит      | Бери Симнер      | 9. октобар 2005.     |
| 45           | 3            | Изгубљена писма          | Рени Рај        | Питер Џ. Хамонд  | 26. фебруар 2006.    |
| 46           | 4            | Лисичино бекство         | Питер Смит      | Мајкл Ејткинс    | 5. март 2006.        |
| 47           | 5            | Доле мађу мртвима        | Рени Рај        | Даглас Воткинсон | 12. март 2006.       |
| 48           | 6            | Четири сахране и венчање | Сара Хелингс    | Елизабет-Ен Вил  | 12. јун 2006.        |
| 49           | 7            | Сеоска посла             | Ричард Холтхаус | Ендру Пејн       | 19. јун 2006.        |
| 50           | 8            | Смрт у хору              | Сара Хелингс    | Дејвид Лоренс    | 26. јун 2006.        |
| 51           | 9            | Прошлогодишњи модел      | Ричард Холтхаус | Дејвид Хоскинс   | 3. јул 2006.         |

### 10. сезона (2006-07)
| Бр. у серији | Бр. у сезони | Назив            | Редитељ         | Сценариста       | Пpемијерно емитовање |
| ------------ | ------------ | ---------------- | --------------- | ---------------- | -------------------- |
| 52           | 1            | Плес са мртвима  | Питер Смит      | Питер Џ. Хамонд  | 12. новембар 2006.   |
| 53           | 2            | Спорни тестамент | Рени Рај        | Дејвид Хоскинс   | 19. јануар 2007.     |
| 54           | 3            | Кингов кристал   | Питер Смит      | Стив Трафорд     | 26. јануар 2007.     |
| 55           | 4            | Ексмен долази    | Рени Рај        | Мајкл Ејткинс    | 2. фебруар 2007.     |
| 56           | 5            | Смрт и прашина   | Сара Хелингс    | Даглас Воткинсон | 8. мај 2007.         |
| 57           | 6            | Слика невиности  | Ричард Холтхаус | Ендру Пејн       | 3. јун 2007.         |
| 58           | 7            | Траже га овде    | Сара Хелингс    | Бери Пурчес      | 21. август 2007.     |
| 59           | 8            | Смрт у бомбоњери | Ричард Холтхаус | Тони Ечелс       | 28. август 2007.     |

### 11. сезона (2008)
| Бр. у серији | Бр. у сезони | Назив               | Редитељ         | Сценариста      | Пpемијерно емитовање |
| ------------ | ------------ | ------------------- | --------------- | --------------- | -------------------- |
| 60           | 1            | Пуцањ у зору        | Ричард Холтхаус | Мајкл Ејткинс   | 1. јануар 2008.      |
| 61           | 2            | Крваво венчање      | Питер Смит      | Дејвид Лоренс   | 10. мај 2008.        |
| 62           | 3            | Остављен на смрт    | Рени Рај        | Мајкл Кромптон  | 24. мај 2008.        |
| 63           | 4            | "Мидсамерски живот" | Питер Смит      | Дејвид Хоскинс  | 31. мај 2008.        |
| 64           | 5            | Чаробњаков сестрић  | Ричард Холтхаус | Мајкл Расел     | 14. јун 2008.        |
| 65           | 6            | Дани безакоња       | Рени Рај        | Елизабет-Ен Вил | 5. јул 2008.         |
| 66           | 7            | Разговор са мртвима | Сара Хелингс    | Дејвид Лоренс   | 5. август 2008.      |

### 12. сезона (2009)
| Бр. у серији | Бр. у сезони | Назив                      | Редитељ         | Сценариста     | Пpемијерно емитовање |
| ------------ | ------------ | -------------------------- | --------------- | -------------- | -------------------- |
| 67           | 1            | Голфска убиства            | Ричард Холтхаус | Ендру Пејн     | 19. март 2009.       |
| 68           | 2            | Црна Књига                 | Питер Смит      | Николас Мартин | 26. март 2009.       |
| 69           | 3            | Тајне и штијуни            | Рени Рај        | Мајкл Ејткинс  | 7. јул 2009.         |
| 70           | 4            | Убиство у теорији и пракси | Ричард Холтхаус | Мајкл Расел    | 21. јул 2009.        |

### 13. сезона (2009-10)
| Бр. у серији | Бр. у сезони | Назив           | Редитељ         | Сценариста      | Пpемијерно емитовање |
| ------------ | ------------ | --------------- | --------------- | --------------- | -------------------- |
| 71           | 1            | Мало доброг     | Питер Смит      | Питер Џ. Хамонд | 20. септембар 2009.  |
| 72           | 2            | Убица из сенке  | Рени Рај        | Ендру Пејн      | 27. септембар 2009.  |
| 73           | 3            | Велики и добар  | Ричард Холтхаус | Дејвид Хоскинс  | 4. октобар 2009.     |
| 74           | 4            | Гилемов мач     | Рени Рај        | Мајкл Ејткинс   | 10. фебруар 2010.    |
| 75           | 5            | Убиства по мери | Питер Смит      | Ендру Пејн      | 12. мај 2010.        |
| 76           | 6            | Крв на седлу    | Ричард Холтхаус | Дејвид Лоренс   | 27. јул 2010.        |
| 77           | 7            | Тиха земља      | Питер Смит      | Питер Џ. Хамонд | 3. август 2010.      |

### 14. сезона (2010-11)
| Бр. у серији | Бр. у сезони | Назив                | Редитељ         | Сценариста      | Пpемијерно емитовање |
| ------------ | ------------ | -------------------- | --------------- | --------------- | -------------------- |
| 78           | 1            | Маестрови часови     | Рени Рај        | Николас Мартин  | 6. октобар 2010.     |
| 79           | 2            | Племенита вештина    | Ричард Холтхаус | Бери Пурчес     | 13. октобар 2010.    |
| 80           | 3            | Не у мом дворишту    | Питер Смит      | Џ. Ч. Вилшер    | 12. јануар 2011.     |
| 81           | 4            | Прикладан за убиство | Рени Рај        | Ендру Пејн      | 23. јануар 2011.     |
| 82           | 5            | Смрт у спорој траци  | Ричард Холтхаус | Мајкл Ејткинс   | 23. март 2011.       |
| 83           | 6            | Мрачне тајне         | Сајмон Ленгтон  | Мајкл Ејткинс   | 30. март 2011.       |
| 84           | 7            | Одјек убиства        | Ник Лоланд      | Питер Џ. Хамонд | 20. април 2011.      |
| 85           | 8            | Смртоносни квадрат   | Рени Рај        | Дејвид Хоскинс  | 25. мај 2011.        |

### 15. сезона (2011-12)
| Бр. у серији | Бр. у сезони | Назив                   | Редитељ        | Сценариста                     | Пpемијерно емитовање |
| ------------ | ------------ | ----------------------- | -------------- | ------------------------------ | -------------------- |
| 86           | 1            | Спавалица под брежуљком | Ник Лоланд     | Дејвид Лоренс                  | 21. септембар 2011.  |
| 87           | 2            | Момачко вече            | Сајмон Ленгтон | Николас Мартин                 | 12. октобар 2011.    |
| 88           | 3            | Тајна повеља            | Рени Рај       | Рејчел Каперман и Сали Грифитс | 26. октобар 2011.    |
| 89           | 4            | Ретка птица             | Ник Лоланд     | Стив Трефорд                   | 11. јануар 2012.     |
| 90           | 5            | Безглави коњаник        | Алекс Пилаи    | Мајкл Ејткинс                  | 1. фебруар 2012.     |
| 91           | 6            | Убиство невиних         | Рени Рај       | Елизабет-Ен Вил                | 21. март 2012.       |

### 16. сезона (2012-13)
| Бр. у серији | Бр. у сезони | Назив                | Редитељ     | Сценариста                     | Пpемијерно емитовање |
| ------------ | ------------ | -------------------- | ----------- | ------------------------------ | -------------------- |
| 92           | 1            | Записано у звездама  | Рени Рај    | Стив Трефорд                   | 25. септембар 2012.  |
| 93           | 2            | Смрт и дива          | Ник Лоланд  | Рејчел Каперман и Сали Грифитс | 2. јануар 2013.      |
| 94           | 3            | Сицилијанска одбрана | Алекс Пилаи | Пол Лог                        | 9. јануар 2013.      |
| 95           | 4            | Убиства у школи      | Енди Хеј    | Лиса Холсворт                  | 30. јануар 2013.     |

### 17. сезона (2013-14)
| Бр. у серији | Бр. у сезони | Назив                 | Редитељ     | Сценариста                     | Пpемијерно емитовање |
| ------------ | ------------ | --------------------- | ----------- | ------------------------------ | -------------------- |
| 96           | 1            | Уклати божић          | Ник Лоланд  | Крис Мареј                     | 24. децембар 2013.   |
| 97           | 2            | Помолимо се           | Алекс Пилаи | Пол Лог                        | 8. јануар 2014.      |
| 98           | 3            | Дивља жетва           | Рени Рај    | Рејчел Каперман и Сали Грифитс | 29. јануар 2014.     |
| 99           | 4            | Школа летења          | Лук Вотсон  | Мајкл Ејткинс                  | 5. фебруар 2014.     |
| 100          | 5            | Убиства у Копенхагену | Алекс Пилаи | Пол Лог                        | 12. фебруар 2014.    |

### 18. сезона (2015)
| Бр. у серији | Бр. у сезони | Назив                    | Редитељ      | Сценариста                     | Пpемијерно емитовање |
| ------------ | ------------ | ------------------------ | ------------ | ------------------------------ | -------------------- |
| 101          | 1            | Дагерова правила         | Алекс Пилаи  | Крис Мареј                     | 28. јануар 2015.     |
| 102          | 2            | Убиство магијом          | Чарлс Палмер | Рејчел Каперман и Сали Грифитс | 4. фебруар 2015.     |
| 103          | 3            | Балада о округу Мидсамер | Рени Рај     | Пол Лог                        | 11. фебруар 2015.    |
| 104          | 4            | Винско убиство           | Ник Лоланд   | Лиса Холсворт                  | 18. фебруар 2015.    |

### 19. сезона (2016)
| Бр. у серији | Бр. у сезони | Назив                  | Редитељ     | Сценариста                     | Пpемијерно емитовање |
| ------------ | ------------ | ---------------------- | ----------- | ------------------------------ | -------------------- |
| 105          | 1            | Тело које нестаје      | Алекс Пилаи | Рејчел Каперман и Сали Грифитс | 6. јануар 2016.      |
| 106          | 2            | Догађај код Купер Хила | Рени Рај    | Пол Лог                        | 13. јануар 2016.     |
| 107          | 3            | Покидани ланац         | Роб Еванс   | Крис Мареј                     | 27. јануар 2016.     |
| 108          | 4            | Уметност смрти         | Мет Картер  | Џеф Поуви                      | 3. фебруар 2016.     |
| 109          | 5            | Свеци и грешници       | Рени Рај    | Лиса Холсворт                  | 10. фебруар 2016.    |
| 110          | 6            | Жетва душа             | Ник Лоланд  | Кејлеб Ренсон                  | 17. фебруар 2016.    |

### 20. сезона (2016-17)
| Бр. у серији | Бр. у сезони | Назив                        | Редитељ     | Сценариста                     | Пpемијерно емитовање |
| ------------ | ------------ | ---------------------------- | ----------- | ------------------------------ | -------------------- |
| 111          | 1            | Село које се дигло из мртвих | Ник Лоланд  | Рејчел Каперман и Сали Грифитс | 18. децембар 2016.   |
| 112          | 2            | Злочин и казна               | Рени Рај    | Пол Лог                        | 4. јануар 2017.      |
| 113          | 3            | Последњи преживели           | Мет Картер  | Џеф Поуви                      | 11. јануар 2017.     |
| 114          | 4            | Немилосрдно такмичење        | Стив Хјуз   | Лиса Холсворт                  | 18. јануар 2017.     |
| 115          | 5            | Смртоносни наговор           | Алекс Пилаи | Крис Мареј                     | 20. август 2017.     |
| 116          | 6            | Проклетство девете симфоније | Мет Картер  | Џулија Гилберт                 | 27. август 2017.     |

### 21. сезона (2018)
| Бр. у серији | Бр. у сезони | Назив                   | Редитељ     | Сценариста     | Пpемијерно емитовање |
| ------------ | ------------ | ----------------------- | ----------- | -------------- | -------------------- |
| 117          | 1            | Дух Костонске жупе      | Мет Картер  | Хелен Џенкинс  | 26. јун 2018.        |
| 118          | 2            | Смрт Ватрених плаваца   | Пол Харисон | Крис Мареј     | 3. јул 2018.         |
| 119          | 3            | Мртво слово на папиру   | Тоби Фроу   | Џеф Пови       | 17. јул 2018.        |
| 120          | 4            | Лавови Костона          | Мет Картер  | Ники Хикс-Бич  | 24. јул 2018.        |
| 121          | 5            | Док нас смрт не растави | Одри Кук    | Хелен Џенкинс  | 31. јул 2018.        |
| 122          | 6            | Нека шаљивџије уђу      | Ник Лоланд  | Џулија Гилберт | 14. август 2018.     |

### 22. сезона (2019)
| Бр. у серији | Бр. у сезони | Назив               | Редитељ     | Сценариста       | Пpемијерно емитовање |
| ------------ | ------------ | ------------------- | ----------- | ---------------- | -------------------- |
| 123          | 1            | Тачка равнотеже     | Одри Кук    | Николас Хикс-Бич | 1. децембар 2019.    |
| 124          | 2            | Минијатурна убиства | Тоби Фроу   | Хелен Џенкинс    | 11. децембар 2019.   |
| 125          | 3            | Жаока смрти         | Мет Картер  | Џулија Гилберт   | 18. децембар 2019.   |
| 126          | 4            | Са измамљеним дахом | Џени Дарнел | Џеф Пови         | 25. децембар 2019.   |

### 23. сезона (2021)
| Бр. у серији | Бр. у сезони | Назив                            | Редитељ         | Сценариста     | Пpемијерно емитовање |
| ------------ | ------------ | -------------------------------- | --------------- | -------------- | -------------------- |
| 127          | 1            | Ловац на вукове из Малог вредног | Мет Картер      | Крис Мареј     | 4. април 2021.       |
| 128          | 2            | Друштво оперисаних               | Роберто Бангура | Џеф Пови       | 11. април 2021.      |
| 129          | 3            | Срећне породице                  | Одри Кук        | Ник Хикс-Бич   | 27. јул 2021.        |
| 130          | 4            | Вранина убиства                  | Кристин Лала    | Хелен Џенкинс  | 6. август 2021.      |
| 131          | 5            | Спремни за смрт                  | Тоби Фро        | Џулија Гилберт | 17. август 2021.     |
| 132          | 6            | Вештице Анђеловог устанка        | Џил Вилкинсон   | Марија Вард    | 25. децембар 2021.   |

### 24. сезона (2022−23)
| Бр. у серији | Бр. у сезони | Назив                  | Редитељ         | Сценариста     | Пpемијерно емитовање |
| ------------ | ------------ | ---------------------- | --------------- | -------------- | -------------------- |
| 133          | 1            | Пророчанство пророчице | Роберто Бангура | Џеф Пови       | 12. децембар 2022.   |
| 134          | 2            | Дуг лажи               | Гил Вилкинсон   | Ник ХИкс-Бич   | 19. децембар 2022.   |
| 135          | 3            | Зрно истине            | Пол Гибсон      | Џулија Гилберт | 26. децембар 2022.   |
| 136          | 4            | Обучен да убија        | Леон Лопез      | Марија вард    | 2. јануар 2023.      |

### 25. сезона (2023)
| Бр. у серији | Бр. у сезони | Назив        | Редитељ         | Сценариста     | Пpемијерно емитовање |
| ------------ | ------------ | ------------ | --------------- | -------------- | -------------------- |
| 137          | 1            | Ђавоље дело  | Роберто Бангура | Џулија Гилберт | 10. новембар 2023.   |
| 138          | 2            | Књига мртвих | Гил Вилкинсон   | Џеф Пови       | 11. децембар 2023.   |
| 139          | 3            | Покажи зубе  | Пол Гибсон      | Хелен Џенкинс  | 18. децембар 2023.   |
| 140          | 4            | Клима смрти  | Леон Лопез      | Марија Вард    | 25. децембар 2023.   |